# Rafael Berenguer y Condé
Rafael Berenguer y Condé – hiszpański malarz,  profesor rysunku i scenograf.
Studiował a później wykładał na Akademii San Carlos w Walencji. Początkowo zajmował się malarstwem religijnym. W 1855 r. Namalował serię obrazów dla kościoła w Macastre, przedstawiających m.in. Boże Narodzenie, Ostatnią wieczerzę i Wniebowstąpienie.
Przygotowywał dekoracje scenograficzne m.in. dla sztuki Antonio M. Ballestera Un pacto con Satanás.

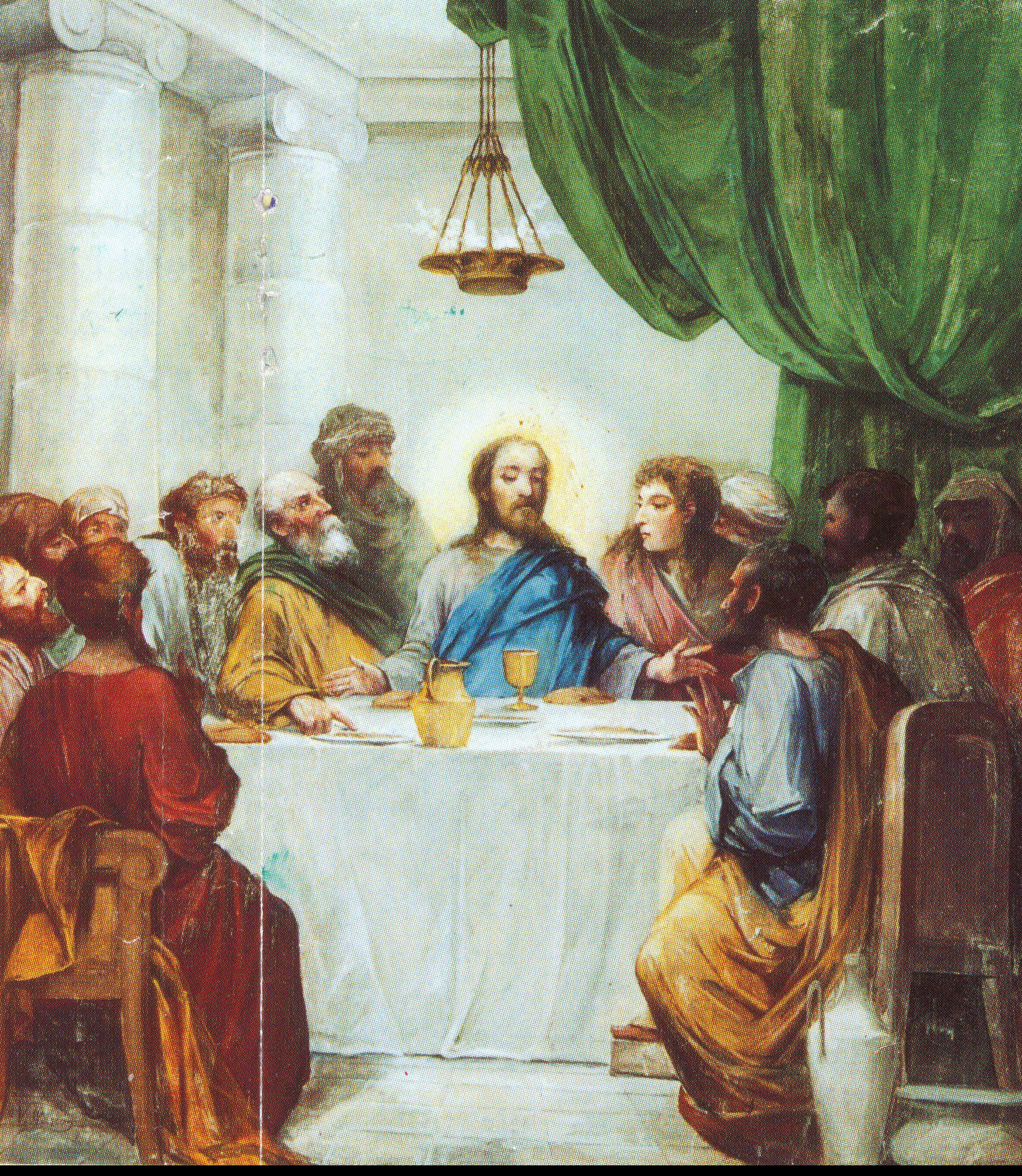
Ostatnia wieczerza, dekoracja kościoła w Macastre, 1855.